# 朱塞佩·塞吉
朱塞佩·塞吉（義大利語：Giuseppe Sergi；1841年—1936年）二十世紀初意大利人類學家，他的地中海人种概念是二十世紀初重要的種族理论。

## 生平
他出生於西西里島墨西拿，首先學習法律，然後語言學和哲學。在19歲時，他參加了部分加里波第的遠征西西里島。後來，他參加了物理和解剖學的課程。
在1880年，他被任命為在博洛尼亞大學的人類學教授。他於1936年在羅馬去世。他的兒子塞爾吉奧-塞吉（1878年至1972年），也是一位著名的人類學家，發展了他父親的理論。

## 種族理論
他的地中海人种理论认为地中海人种发源地是东非，比起其他人种，欧洲人更多受惠于地中海人种。他认为地中海人种是世界上最偉大人种，是埃及，迦太基，希臘和羅馬奠基人。他认为地中海人种比其他國家的人民，他們古老的文化和智力成果更富有創造性和想像力。
他也反对北欧白人至上主义，他认为日耳曼人入侵產生了犯罪，流浪，结束了罗马帝国。